# 短尾鸚哥
短尾鸚哥，是鸚形目金刚鹦鹉科短尾鸚哥屬下唯一一種鳥類。該物種分佈於亞馬遜河及其支流沿岸，包含哥倫比亞南部、厄瓜多東北部和秘魯東北部到亞馬遜河河口，目前被評為無危物種。
短尾鸚哥生活於森林環境中，為植食性。其體重平均約159.0公克，鳥喙寬平均15.4公釐、深平均24.9公釐、嘴峰長平均约31.4公釐；翼長平均约137.8公釐；跗蹠约15.7公釐；尾長约50.8公釐。

## 外部連結
- 维基共享资源上的相關多媒體資源：短尾鸚哥
- 維基物種上的相關：短尾鸚哥